# Lan kiếm
Lan kiếm hay lan lô hội (danh pháp hai phần: Cymbidium aloifolium, tên tiếng Anh là Aloe-leafed Cymbidium) là một loài phong lan.
Cây phân bố ở châu Á nhiệt đới. Tại Việt Nam, cây có mặt ở khắp cả nước.

## Hình ảnh

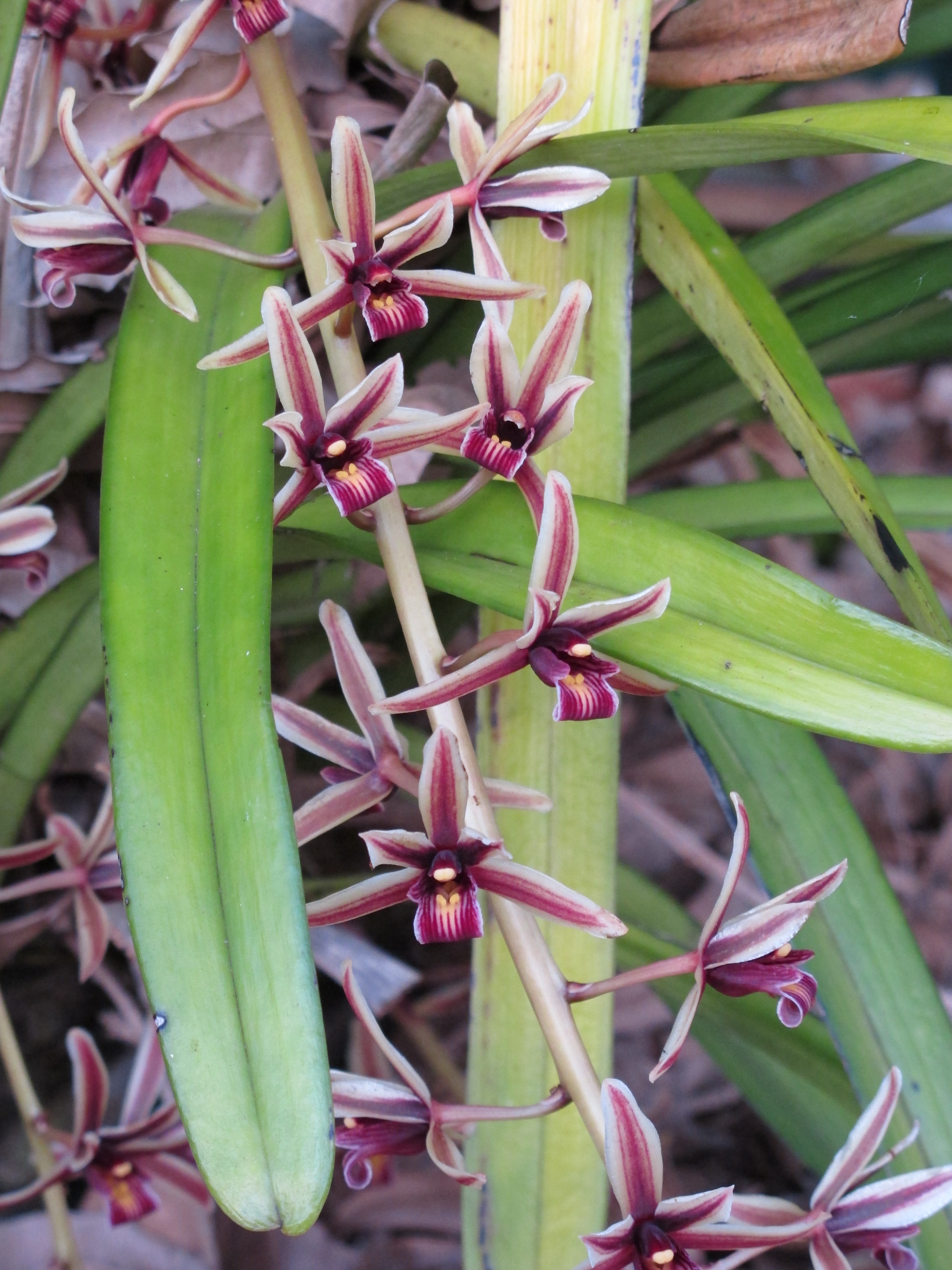
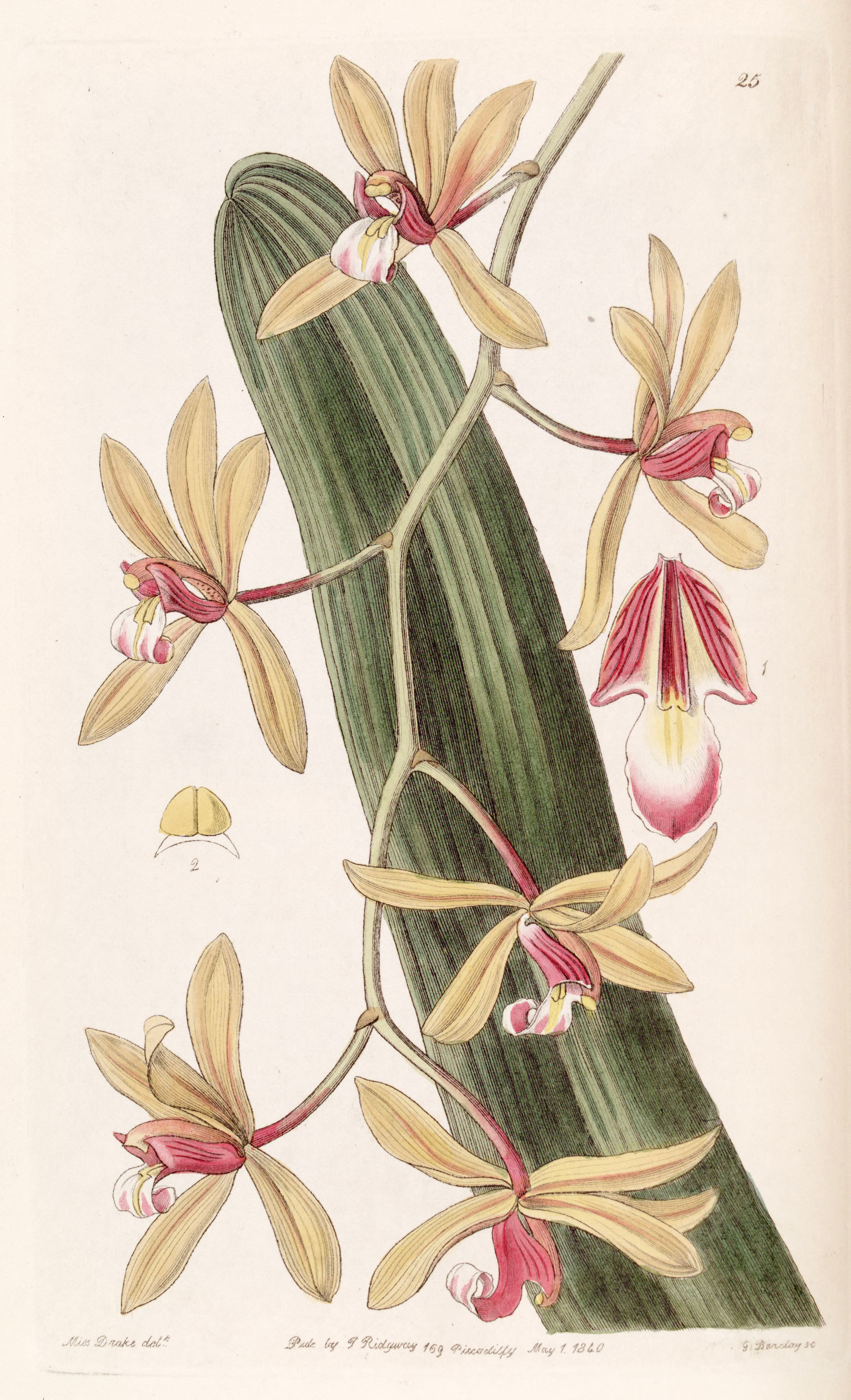
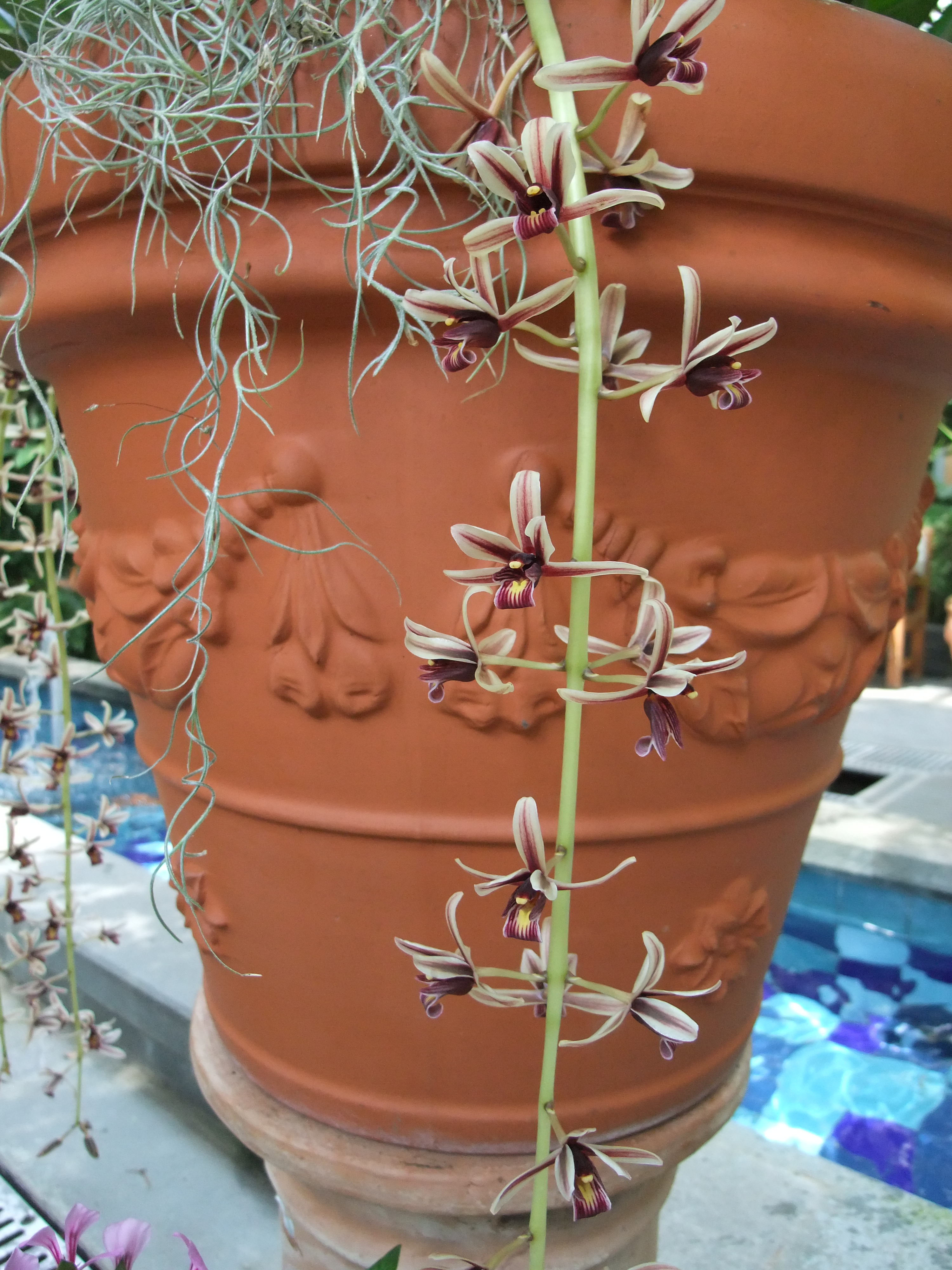
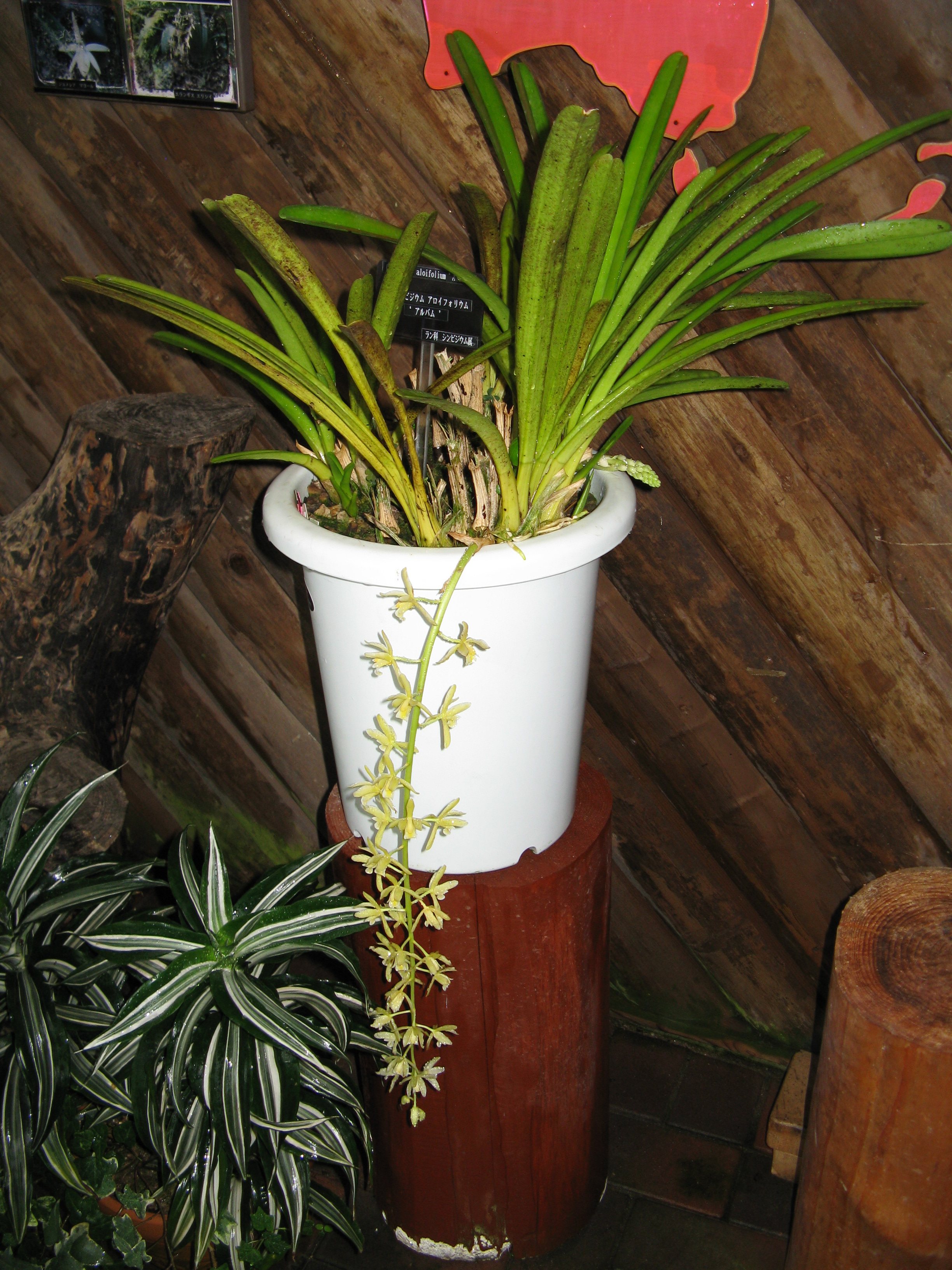